# Византия после Византии
«Византия после Византии» (рум. Bizanţ după Bizanţ; фр. Byzance après Byzance) — книга известного румынского историка Николае Йорги, впервые опубликованная в 1935 году на французском языке. одна из первых крупных работ нового времени, где автор рассматривает имперское влияние Византии.
В ней Йорга рассматривает имперское влияние Византии на политическое, социальное, культурное и интеллектуальное развитие Дунайских княжеств Валахии и Молдавии. В книге также присутствует анализ последствий падения Византии на европейскую цивилизацию, наследие и преемственность византийской культуры.